# Wenceslao Pedernera
Wenceslao Pedernera (La Calera, San Luis, 28 de septiembre de 1936 – Chilecito, La Rioja, 25 de julio de 1976) es un beato y mártir argentino, que fuera activista rural, cooperativista y catequista católico, asesinado frente a su familia por un grupo de tareas del Ejército, bajo el mando del entonces general Luciano Benjamín Menéndez, durante la última dictadura militar en ese país. Su asesinato fue parte de la represión dirigida contra el obispado de La Rioja, que tuvo como resultado también los asesinatos de los sacerdotes Gabriel Longueville, Carlos de Dios Murias y Enrique Angelelli. Fue beatificado por el papa Francisco en 2019 y nombrado patrono de las familias Campesinas Riojanas por decreto firmado el 18 de setiembre de 2019, en donde el obispo Dante Braida destaca “la cercanía que sienten los fieles de las zonas rurales de La Rioja con el beato mártir Wenceslao, a quien ven como a un hermano que, siguiendo a Jesús y haciendo presente en su vida el Reino de Dios, compartió junto con su familia los mismos sufrimientos, alegrías y esperanzas de las familias campesinas”. Asimismo, exhorta a “imitar el testimonio vivo del mártir Wenceslao construyendo un camino de esperanza en las dificultades manifestando con la entrega de la propia vida la construcción del Reino de Dios”.
Asimismo, el 17 de julio de 2023 la Iglesia argentina celebró por primera vez el Día de los Animadores Bíblicos. La Santa Sede escogió la fecha en que se celebra a los beatos mártires riojanos y Wenceslao Pedernera fue uno de ellos, recordando de modo especial su compromiso y fidelidad a la Palabra de Dios hasta el martirio.

## Biografía
Wenceslao Pedernera nació en La Calera, provincia de San Luis, el 28 de septiembre de 1936. En 1961 migró a Mendoza para trabajar en la empresa vitivinícola Gargantini. En 1962 se casó con Marta Ramona Cornejo, con quien tuvo tres hijas, María Rosa, Susana Beatriz y Estela Marta. En 1968 comenzó a participar activamente de las actividades de la Iglesia católica, ingresando al Movimiento Rural de la Acción Católica Argentina en Cuyo. En 1972 conoció al obispo de La Rioja Enrique Angelelli y su acción pastoral comprometido con los pobres, razón por la cual se mudó con su familia a la localidad de Sañogasta. En la noche del 24 de julio de 1976, mientras se encontraba en su hogar, fue atacado por un grupo de tareas del Ejército que lo acribilló delante de su esposa e hijas. Murió horas más tarde en el hospital de Chilecito. Sus últimas palabras fueron pedir a su familia que no odiaran.
El papa Francisco reconoció oficialmente que la muerte de Wencesaleo Pedernera tuvo el carácter de «martirio en odio de la fe», lo que conlleva su beatificación.
La beatificación fue concedida por el papa Francisco el 27 de marzo de 2019, junto a las del obispo Enrique Angelelli y los sacerdotes Gabriel Longueville y Carlos de Dios Murias. En el acto de beatificación, se estableció que la memoria litúrgica en su honor sea el 17 de julio.